# Michael Chabon
Michael Chabon (Washington, D.C., 24 de maio de 1963) é um escritor americano de origem judaica.
É formado em artes pela Universidade de Pittsburgh, com mestrado em escrita criativa pela Universidade da Califórnia.
Seus pais se divorciaram quando ele tinha cerca de onze anos. Consequentemente, divórcio, relações entre pais e filhos e pais solteiros tornaram-se um tema frequente em seus escritos. Além disso, muitos dos livros de Chabon contêm personagens judeus e abordam temas relevantes para os judeus americanos, tais como integração e antissemitismo. Chabon é amigo do vocalista e baixista Geddy Lee da megabanda canadense de rock Rush, que também é judeu.
Seu primeiro livro foi a novela The Mysteries of Pittsburgh (no Brasil, lançado sob o nome Usina de Sonhos), lançada em 1988, que se tornou um best-seller. Seus trabalhos seguinte incluem Garotos Incríveis (1995), sobre um escritor com bloqueio criativo (baseado na malsucedida tentativa de Chabon de escrever um romance mais longo), história que foi adaptada para o cinema; As Incríveis Aventuras de Kavalier & Clay, sobre um ilustrador e um roteirista no início da indústria das histórias em quadrinhos, livro que lhe rendeu o Prémio Pulitzer de Ficção em 2001, e Summerland (2002), um livro de fantasia escrito para leitores mais jovens, premiado com o Mythopoeic Fantasy Award em 2003. Seu trabalho vem sendo elogiado pelas suas caracterizações e pelo complexo uso da língua inglesa. No início de sua carreira, alguns leitores e críticos o tomaram erroneamente como gay, devido à presença de personagens gays em seus três primeiros livros. Quando Mysteries of Pittsburgh foi publicado, a revista Newsweek apontou Chabon como um escritor gay. Mais tarde, Chabon declarou ao jornal The New York Times que quase ficou contente com o erro da revista. "Para mim, foi uma sorte", disse à revista Times em 2000. "Isso realmente abriu para mim uma nova categoria de leitores, e muito fiéis".
Chabon também escreveu duas coletâneas de histórias curtas, intituladas Werewolves in their Youth e A Model World. Também foi coautor do roteiro de Homem-Aranha 2. Seu projeto para a Dark Horse Comics intitulado The Amazing Adventures of the Escapist, uma série trimestral que se propõe a contar histórias fictícias dos sessenta anos do personagem O Escapista, criado pelos protagonistas do seu livro “Kavalier & Clay”. A revista venceu o Prêmio Eisner em 2005 de melhor antologia, e dois Prêmios Harvey, no mesmo ano, de melhor antologia e melhor série nova. Chabon também está escrevendo uma adaptação para o cinema de “As Incríveis Aventuras de Kavalier & Clay”, que deve ser dirigida por Stephen Daldry (As Horas).
Em junho de 2010, ele escreveu um editorial para o New York Times, sobre o ataque de Israel à Flotilha de Gaza, e destacou o papel do excepcionalismo na identidade judaica.
Chabon atualmente vive em Berkeley, com sua esposa Ayelet Waldman, também escritora, e seus quatro filhos.

## Experiências com Hollywood
Apesar de Michael Chabon ter descrito sua atitude para com Hollywood como “cinismo preventivo”, por anos o autor se esforçou, repetida e infrutífera vezes, para que seus projetos originais fossem para a tela grande. Em 1994, Chabon apresentou um roteiro de The Gentleman Host ao produtor Scott Rudin, uma comédia romântica “sobre um judeu de terceira idade em um cruzeiro de medio porte com destino à Miami”. Rudin aderiu ao projeto e o desenvolveu com Chabon, mas nunca foi filmado, em parte ao lançamento de Out to Sea em 1997, que possuía um tema semelhante. Nos anos noventa, Chabon apresentou também ideias para filmar X-Men  e o Quarteto Fantástico,  mas ambas foram rejeitadas.
Quando Scott Rudin estava adaptando Wonder Boys para o cinema, o autor recusou a oferta para escrever o roteiro, justificando-se dizendo que estava ocupado escrevendo The Amazing Adventures of Kavalier and Clay.
Dirigido por Curtis Hanson e estrelando Michael Douglas, Wonder Boys foi lançado em 2000 com boa recepção da crítica e desastre financeiro. Tendo comprado os direitos para filmagem de The Amazing Adventure of Kavalier and Clay, Rudin então chamou Chabon para trabalhar no roteiro do filme. Apesar de passar dezesseis meses entre 2001 e 2002 trabalhando na adaptação do romance para o cinema, o projeto estagnou-se em pré-produção por anos.
O trabalho de Chabon, apesar de tudo, continua popular em Hollywood, com Rudin comprando os direitos de filmagem de The Yiddish Policemen’s Union em 2002, cinco anos antes do mesmo livro ser publicado. No mesmo ano, Miramax comprou os direitos de filmagem para Summerland e Tales of Mystery and Imagination (uma coleção de oito histórias curtas que Chabon ainda não escreveu), em cada compra, especulam-se somas de 6 dígitos. Chabon também rascunhou o roteiro de Homem Aranha 2, de 2004, que foi um terço do usado no roteiro final. Logo após Homem Aranha 2 ser lançado, o diretor mencionou que esperava conseguir contratá-lo para a sequência do filme, mas Chabon nunca trabalhou em Homem Aranha 3.
Em Outubro de 2004, foi anunciado que Chabon estava trabalhando escrevendo para Disney, em uma repaginação com artes marciais de Branca de Neve e os Sete Anões, a ser dirigida pelo Mestre de Hong Kong de coreografias márcias e diretor Yuen Wo Ping.
Em agosto de 2006, Chabon disse que tinha sido substituído em NEve e os Sete, explicando com sarcasmo que os produtores queriam uma linha um pouco mais divertida. Apesar de Chabon não estar envolvido com o projeto, o diretor Rawson Marshall Thurber filmou uma adaptação de The Mysteries of Pittsburgh no outono norte-americano de 2006. O filme, estrelado por Sienna Miller e Peter Sarsgaard, foi lançado em Abril de 2008. Em fevereiro de 2008, Scott Rudin afirmou que a adaptação cinematográfica de The Yiddish Policemen's Union se encontrava em processo de pré-produção, a ser roteirizado e dirigido pelos Irmãos Cohen. Em abril de 2009, Chabon confirmou que tinha sido contratado para revisar o script da Disney de John Carter.

## Obras publicadas

### Romances
| Ano  | Título original                           | Título no Brasil                          | Título em Portugal                         |
| ---- | ----------------------------------------- | ----------------------------------------- | ------------------------------------------ |
| 1988 | The Mysteries of Pittsburgh               | Usina de sonhos                           | Os Mistérios de Pittsburgh                 |
| 1995 | Wonder Boys                               | Garotos incríveis                         |                                            |
| 2000 | The Amazing Adventures of Kavalier & Clay | As Incríveis Aventuras de Kavalier & Clay | As Espantosas Aventuras de Kavalier & Clay |
| 2004 | The Final Solution                        | A Solução Final                           |                                            |
| 2007 | The Yiddish Policemen's Union             | Associação Judaica de Polícia             | O Sindicato dos Polícias Iídiches          |
| 2007 | Gentlemen of the Road                     |                                           | Cavalheiros da Estrada                     |
| 2012 | Telegraph Avenue                          | Telegraph Avenue                          |                                            |
| 2016 | Moonglow                                  |                                           |                                            |

### Literatura juvenil
- Summerland (2002)

### Literatura infantil
- The Astonishing Secret of Awesome Man (2011) (ilustrador: Jake Parker)

### Coletâneas de histórias curtas
- A Model World and Other Stories (1991)
- Werewolves in Their Youth (1999)

### Coletâneas de ensaios
- Maps and Legends (2008)
- Manhood for Amateurs (2009)[14]

### Como coautor ou organizador
- McSweeney's Mammoth Treasury of Thrilling Tales  (2003)
- JSA All Stars #7, "The Strange Case of Mr. Terrific and Doctor Nil" (escritor) (2004)
- McSweeney's  Enchanted Chamber of Astonishing Stories (editor) (2004)[15]
- The Amazing Adventures of the Escapist
- The Best American Short Stories 2005 (editor, junto com Katrina Kenison) (2005)
- The Escapists  (2006)